# Alte Oper
l'Alte Oper (Vecchia Opera) è una sala da concerto a Francoforte, in Germania. Fu inaugurato come teatro dell'opera nel 1880 ma venne distrutto dai bombardamenti del 1944. Fu poi ricostruito negli anni '70, riaprendo nel 1981. La piazza antistante l'edificio è ancora conosciuta come Opernplatz (Piazza dell'Opera).
Molte opere importanti furono rappresentate per la prima volta a Francoforte, tra cui i Carmina Burana di Carl Orff nel 1937. Si trova nel distretto centrale della città, Innenstadt, nel distretto bancario di Bankenviertel. Il teatro dell'opera di Francoforte è ora in un edificio moderno nelle vicinanze, l'Opern-und Schauspielhaus Frankfurt ("Teatro lirico e di prosa di Francoforte"), completato nel 1951, che condivide con una compagnia teatrale.

## Storia

### Inaugurazione

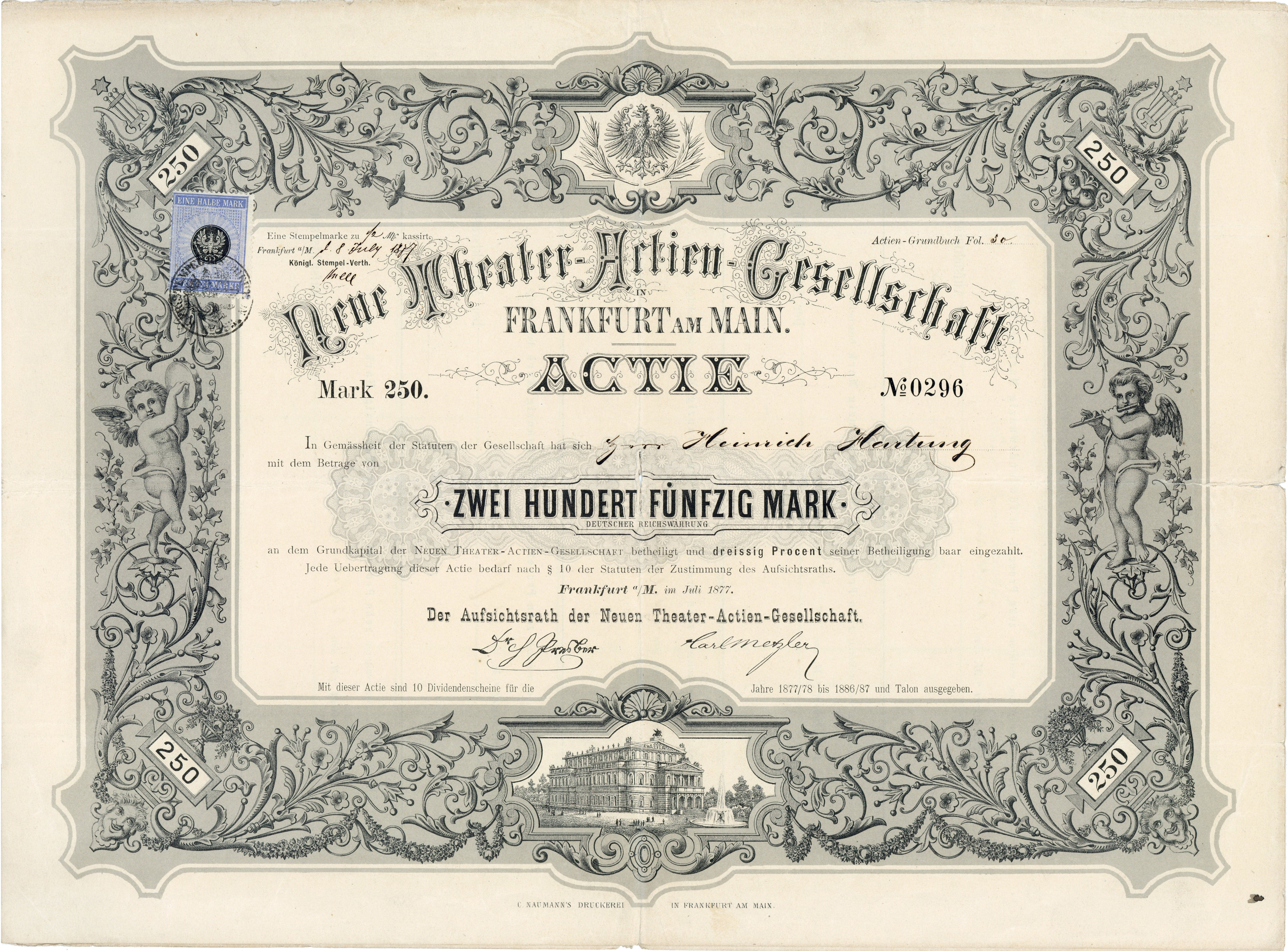
Azione di fondazione della Neue Theater-Aktiengesellschaft di Francoforte sul Meno per 250 marchi, emessa nel luglio 1877. Il trasferimento dell'Opera e dello Schauspielhaus alla società si basava sul contratto stipulato con la città di Francoforte sul Meno il 21 febbraio 1877, scaduto solo nel 1929 dopo sei proroghe.

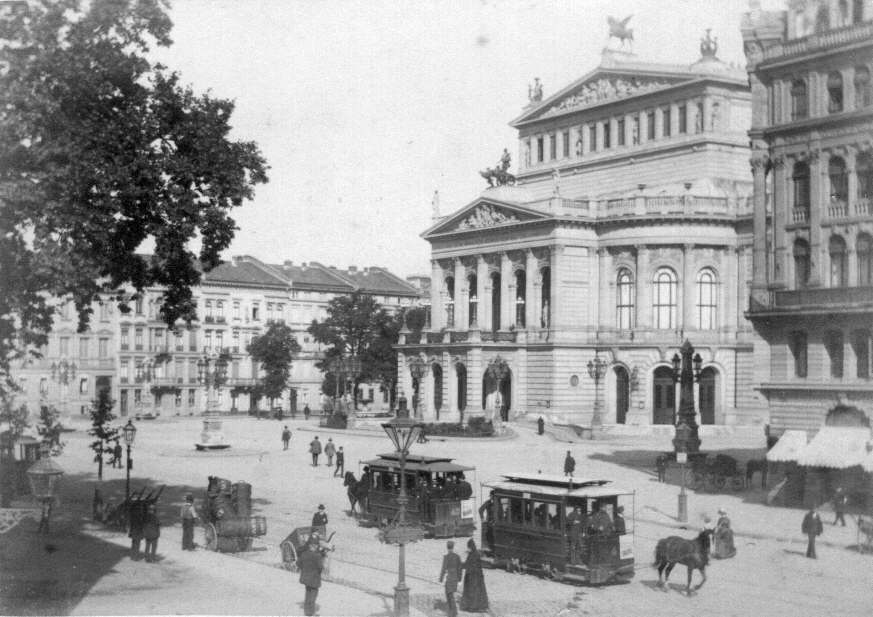
Teatro dell'Opera di Francoforte, c. 1880

L'edificio fu progettato dall'architetto berlinese Richard Lucae, finanziato dai cittadini di Francoforte e costruito da Philipp Holzmann. La costruzione iniziò nel 1873. L'inaugurazione avvenne il 20 ottobre 1880. Tra gli ospiti vi era il Kaiser Guglielmo I di Germania, che rimase colpito e disse: Das könnte ich mir in Berlin nicht erlauben. (Non potrei permettermi questo genere di cose a Berlino).

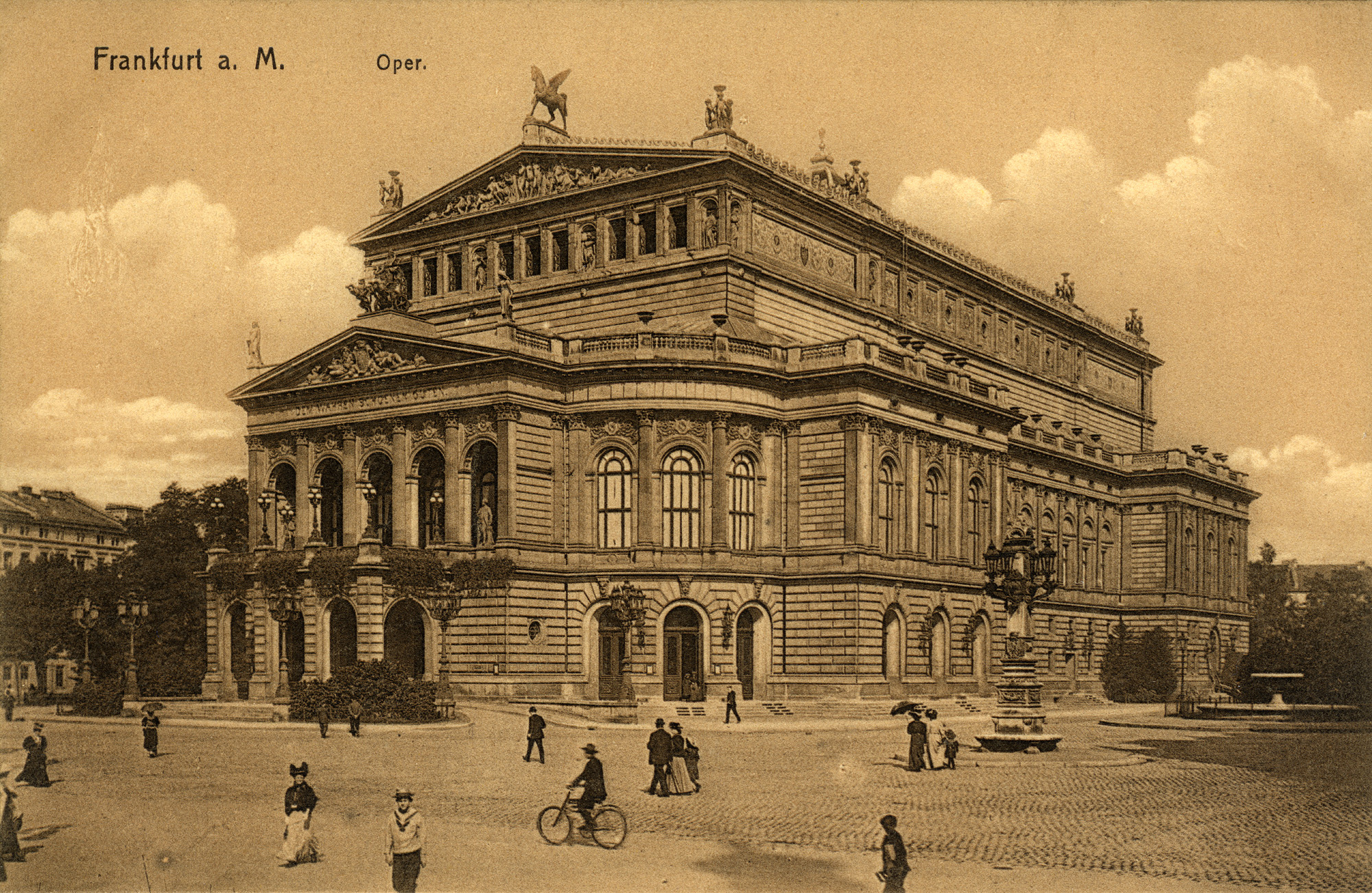
Cartolina in collotipia dell'Alte Oper intorno al 1900

I cittadini di Francoforte, che dovevano finanziare la struttura (stima iniziale di due milioni di marchi), all'inizio erano piuttosto scettici. Alludendo alla scritta sul fregio
"Dem Wahren, Schönen, Guten", ("Per il vero, il bello, il buono")
Il poeta folkloristico di Francoforte Adolf Stoltze scrisse, nel suo miglior dialetto dell'Assia:

### Dopo la guerra

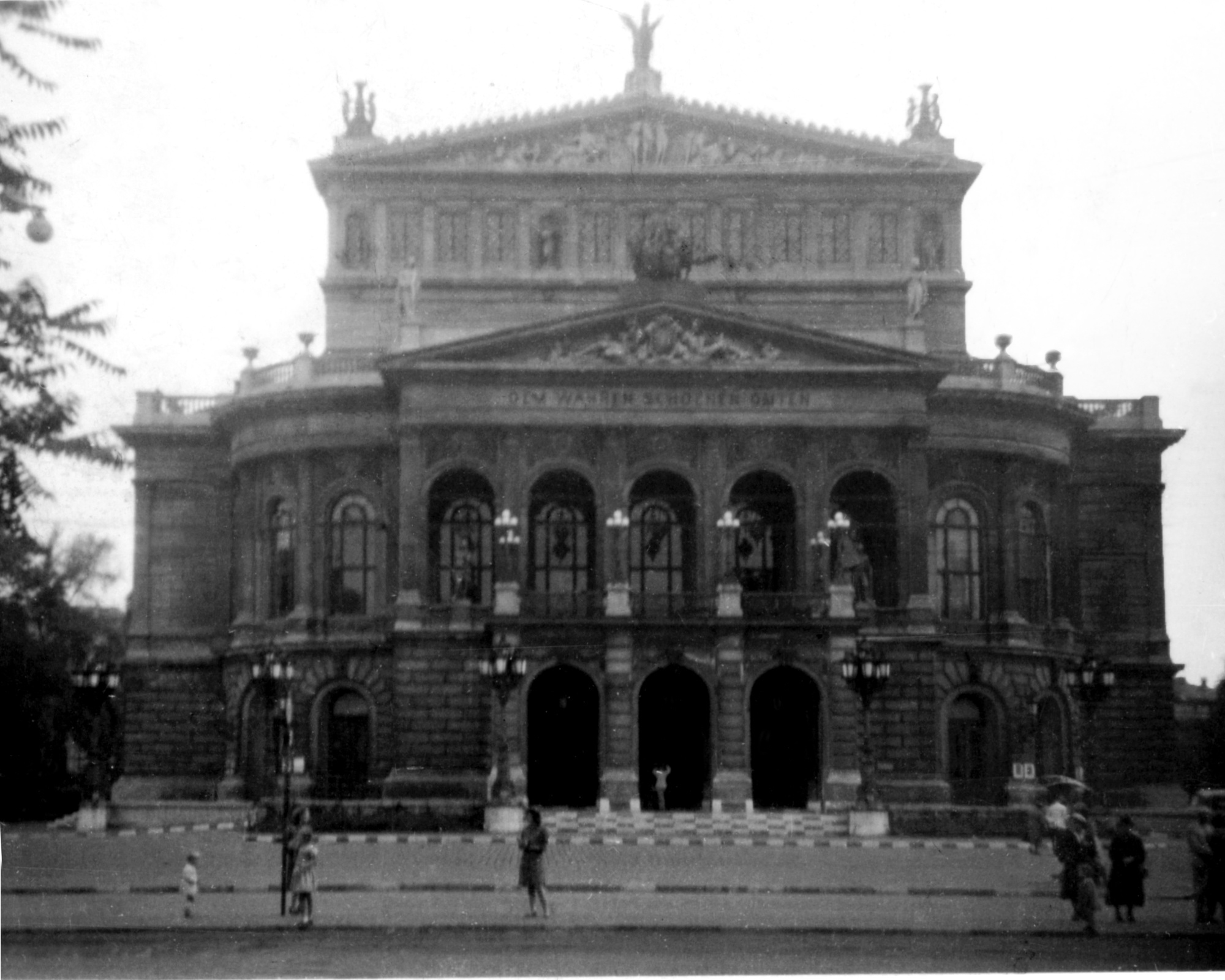
L'Alte Oper nel 1943, poco prima della distruzione

L'Alte Oper fu quasi completamente distrutta dalle bombe durante la seconda guerra mondiale nel 1944 (solo alcune delle pareti e delle facciate esterne rimasero intatte). Negli anni '60 il magistrato della città pensò di costruire sul sito un moderno edificio per uffici. L'allora ministro dell'Economia dell'Assia, Rudi Arndt, si guadagnò il soprannome di "Dynamit-Rudi" (Dinamite Rudi) quando propose di far saltare "la più bella rovina della Germania" con "un po' di dinamite". Arndt in seguito disse che questo non era da intendersi seriamente.

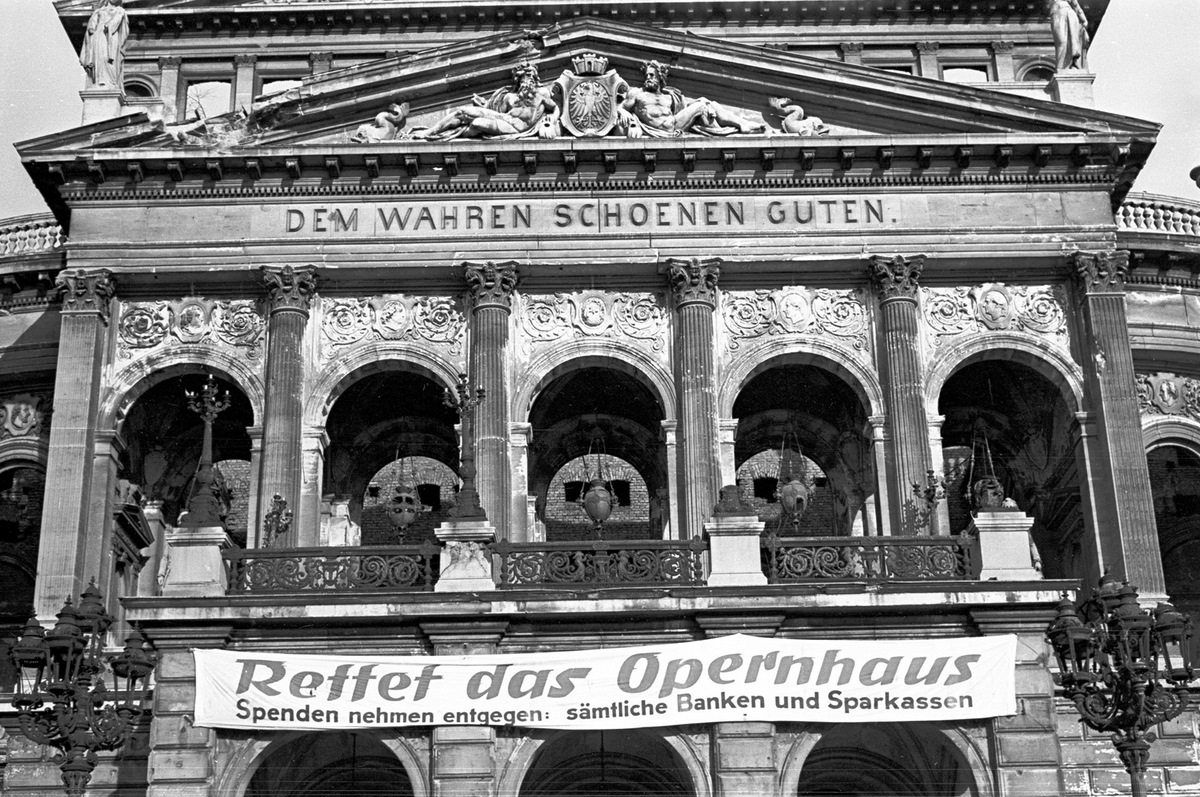
"Salva l'Alte Oper", appello per le donazioni da parte dell'omonima iniziativa cittadina negli anni Cinquanta

Dopo il 1953 fu costituito un gruppo d'azione cittadino per raccogliere fondi per la ricostruzione.

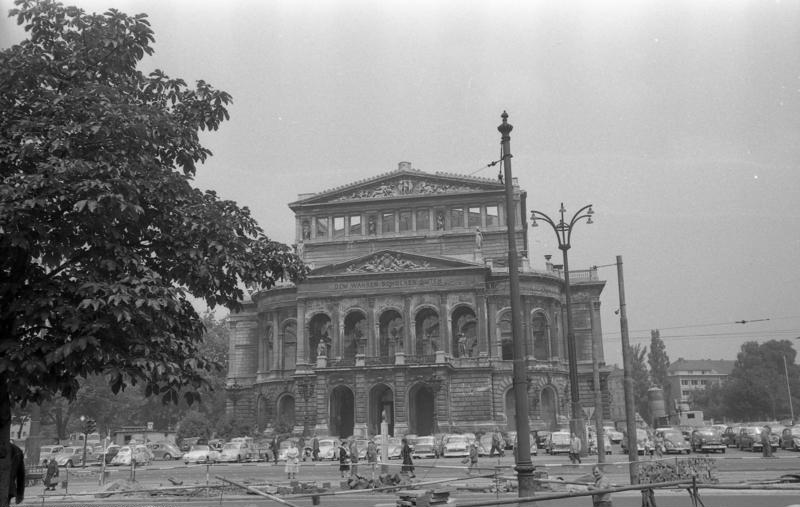
Le rovine dell'Alte Oper nel 1958

Alla fine del 1972, il gruppo d'azione era riuscito a raccogliere 11,5 milioni di DM attraverso eventi di raccolta fondi che andarono dalle lotterie ai concerti di gala tenuti dalla Berliner Philharmoniker diretta da Herbert von Karajan. Parte dei fondi fu immediatamente spesa per lavori urgenti per rendere sicuri i muri esterni. In totale, il gruppo d'azione raccolse donazioni per un ammontare di 15 milioni di DM.
L'edificio fu riaperto il 28 agosto 1981, al suono della Sinfonia n. 8 di Gustav Mahler, la "Sinfonia dei mille". Una registrazione dal vivo di quel concerto diretto da Michael Gielen è disponibile su CD.
L'Alte Oper ha:
- La Großer Saal (Grande sala) con 2500 posti.

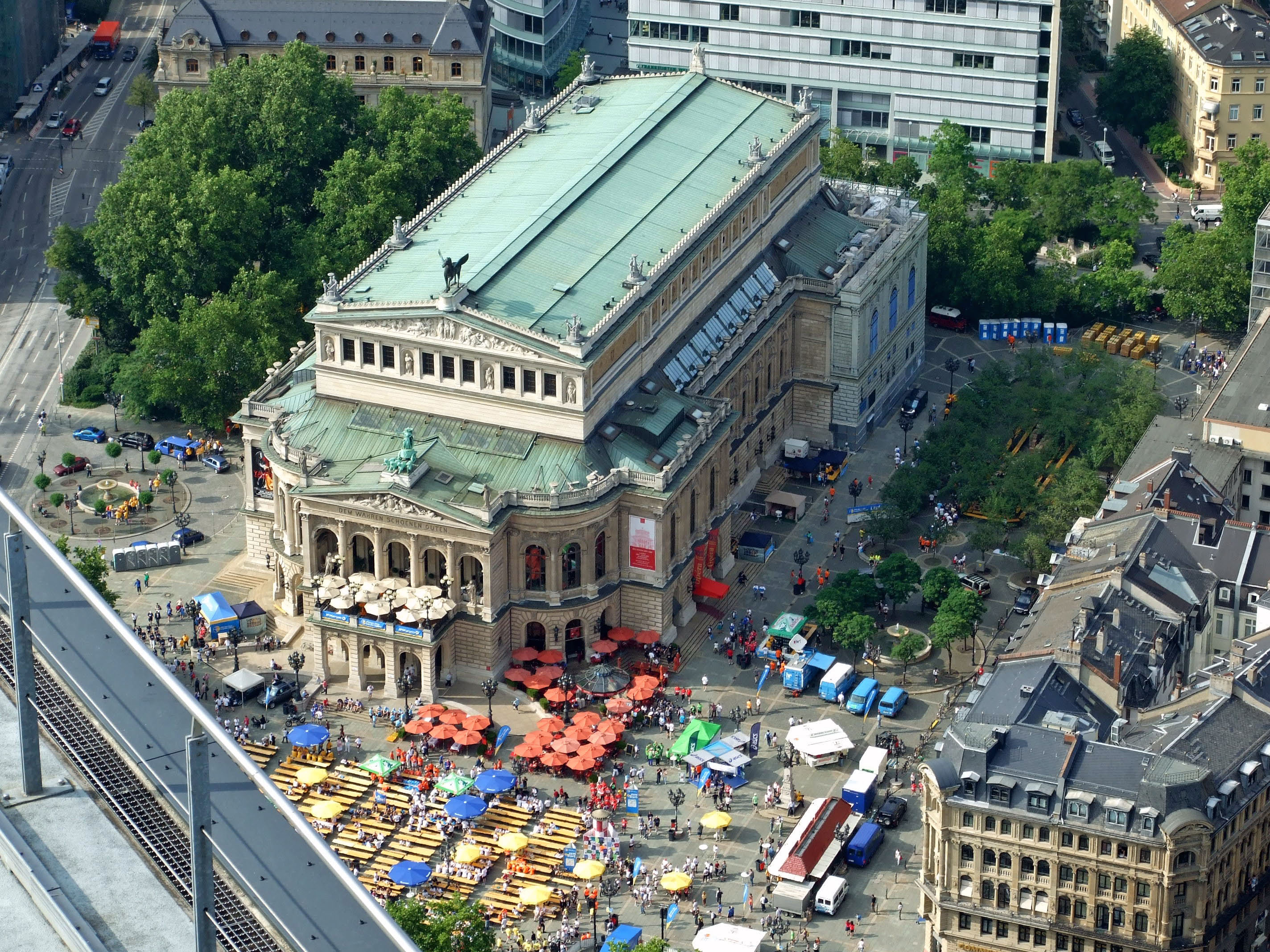
L'Alte Oper di Francoforte sul Meno

- La Mozart-Saal, con 700 posti.
- Sale più piccole per i convegni.

## Galleria d'immagini

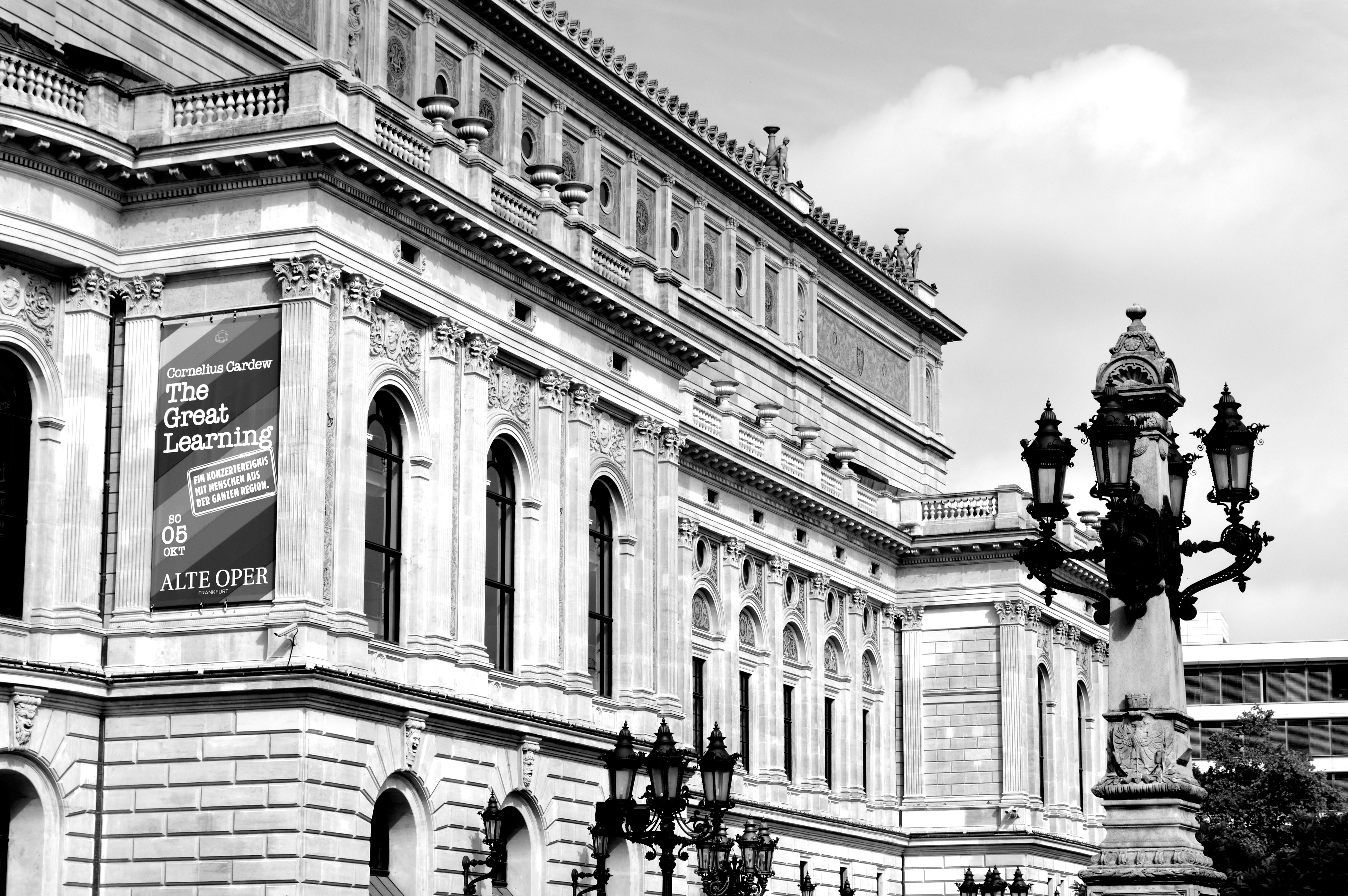
La facciata orientale dell'Alte Oper di Francoforte nel settembre 2014. Mostrata in bianco e nero per sottolineare i dettagli.
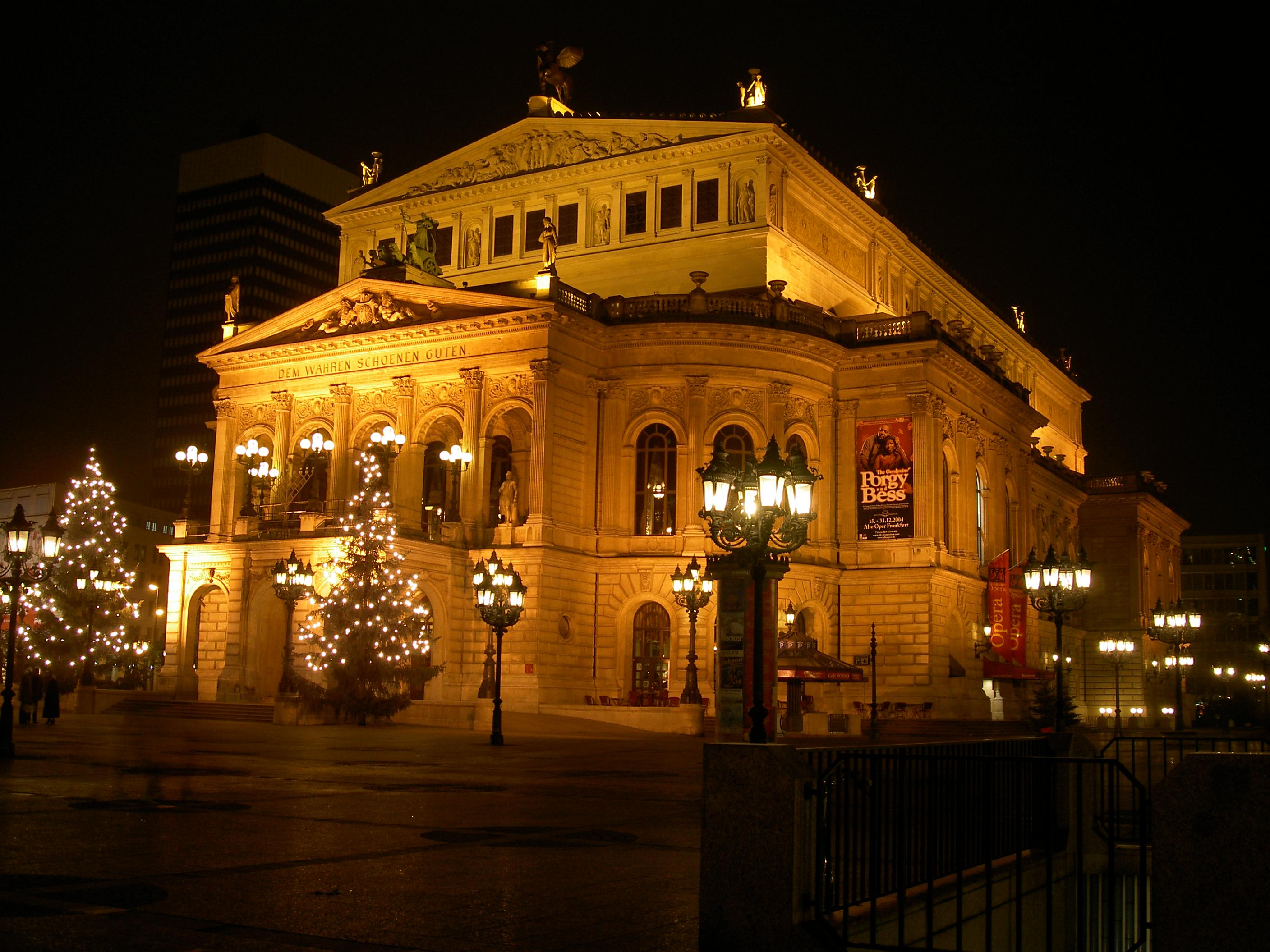
L'Alte Oper di notte
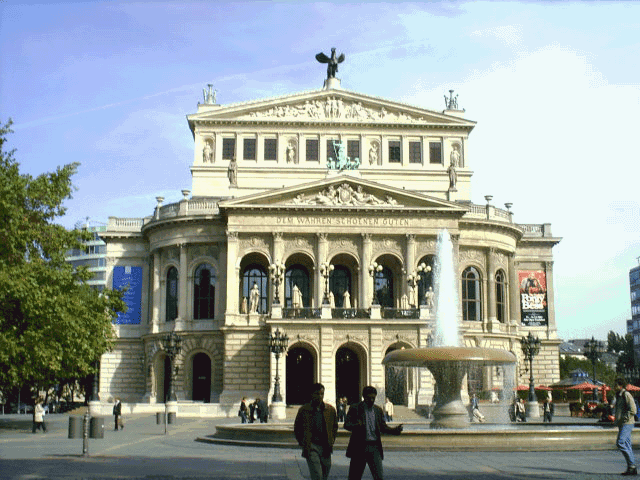
durante il giorno
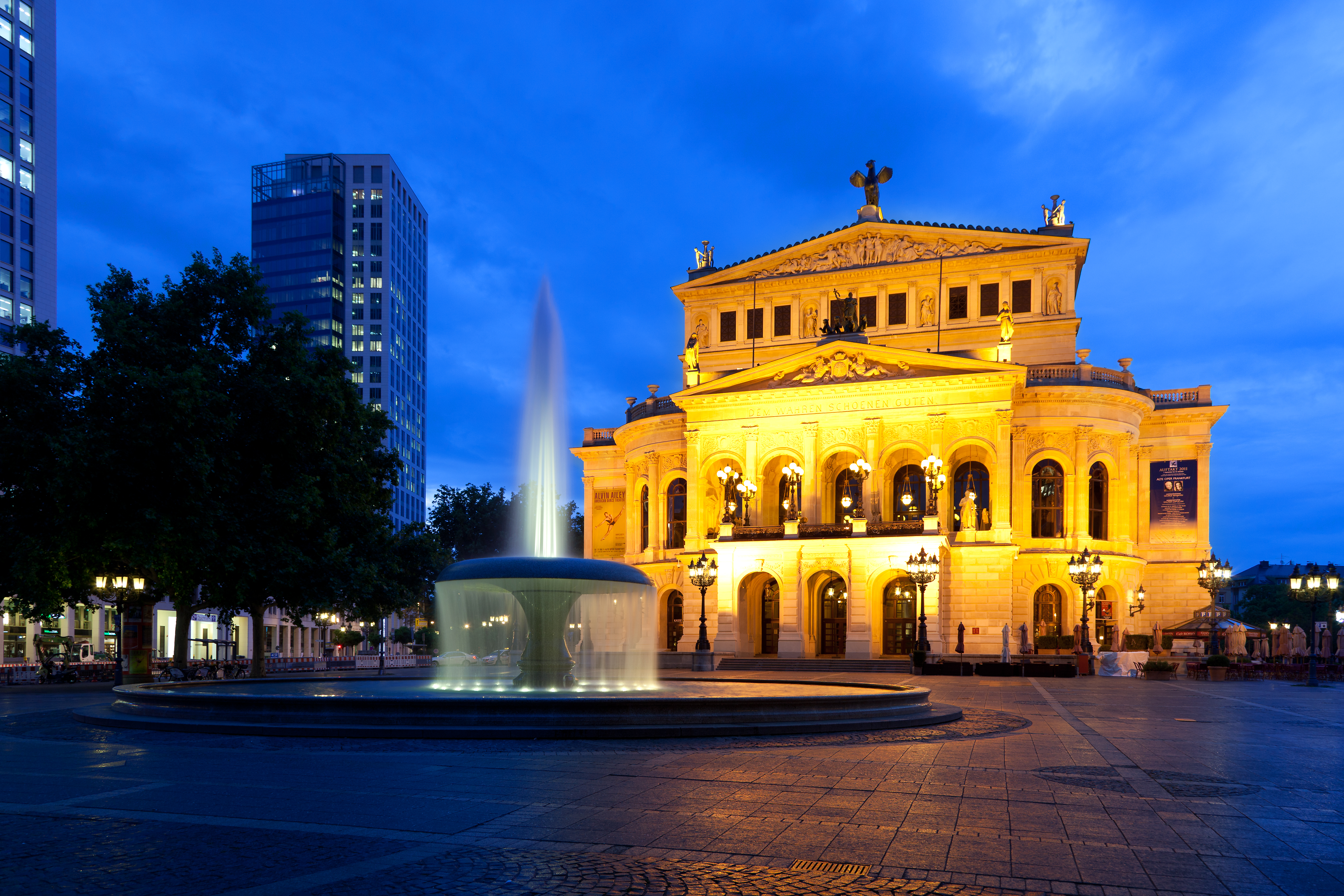
e durante l'ora blu